# カラコイ〜だから少女は恋をする〜
「カラコイ〜だから少女は恋をする〜」（からこい〜だからしょうじょはこいをする〜）は、2009年9月9日にジェネオン・ユニバーサルから発売されたシングル。

## 解説
三千院ナギ&綾崎ハヤテ starring 釘宮理恵&白石涼子のシングル。表題曲「カラコイ〜だから少女は恋をする〜」は、テレビアニメ『ハヤテのごとく!!』の後期エンディングテーマとして使用された。販売形態は初回限定盤と通常盤の2パターンからなり、前者には全編新作アニメPVを収録したDVDが同梱されている。

## 収録曲
（全作詞：くまのきよみ、編曲：前口渉）
1. カラコイ〜だから少女は恋をする〜 [3:33]
歌：三千院ナギ&綾崎ハヤテ starring 釘宮理恵&白石涼子
作曲：山田智和
2. AFTER 0:00 [3:39]
歌：三千院ナギ&マリア starring 釘宮理恵&田中理恵
作曲：川崎里実
3. カラコイ〜だから少女は恋をする〜（INST） [3:33]
4. AFTER 0:00（INST） [3:35]